# Orgun
Orgun é uma cidade do norte do Afeganistão, localizada na província de Balkh.